# Associació Escocesa de Touch
L'Associació Escocesa de Touch (en anglès: Scottish Touch Association, STA) és l'organisme nacional creat per promoure i desenvolupar l'esport del touch rugbi a Escòcia. És, al seu torn, administrada per la Federació Internacional de Touch (FIT).

## Història
Des de 1991, el touch rugbi s'ha jugat a Escòcia en lligues informals d'Edimburg i Glasgow. Aviat, l'esport es va estendre a Aberdeen formant una lliga ben establerta poc després.
A la Universitat Heriot-Watt, dos estudiants de ciències de l'esport, John Houston i Nick Grier, van organitzar un torneig interuniversitari de touch rugbi. Originalment tenint lloc al tercer trimestre de 2003, els primers guanyadors de "La Copa López" va entrar en escena invicte a la fase preliminar i va guanyar la final de forma convincent. Des dels seus humils inicis amb només vuit equips, actualment es tracta d'un important esdeveniment anual amb 32 equips registrats.
El 7 d'agost de 2005 l'Associació es va constituir formalment com a òrgan de govern per ajudar a desenvolupar l'esport. A data de 2007 havia donar la benvinguda als nous participants de Dundee, Perth i Stirling per unir-se a les lligues existents, havia celebrat els seus primers campionats nacionals formals així com format a més de 150 àrbitres. L'any 2009 va guanyar la licitació per organitzar la Copa del Món de touch rugbi de 2011 a Edimburg.